# Spodnje Bohinjske

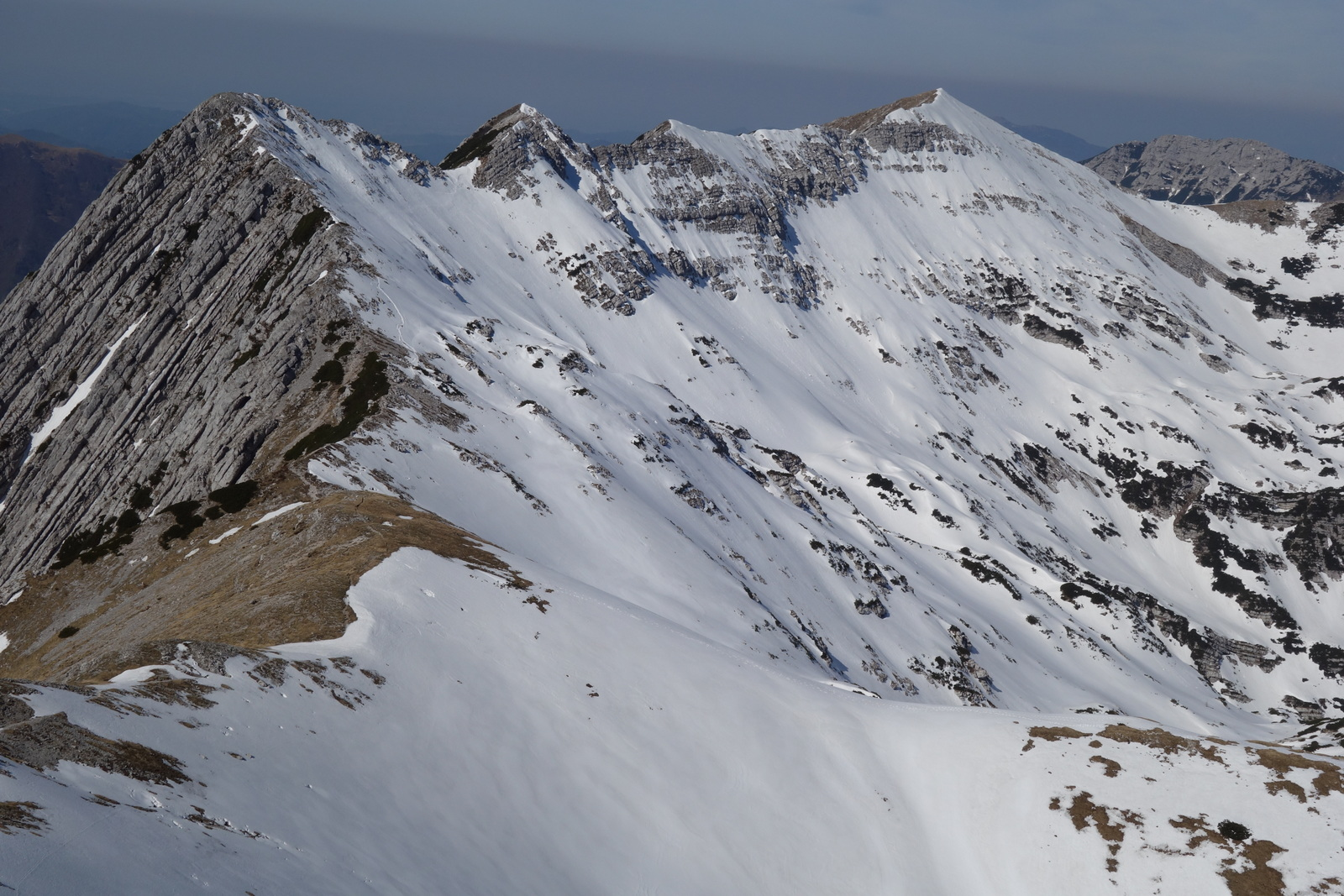
Szczyt górski Rodica

Spodnje Bohinjske, także Bohinjsko-Tolminske góry – najdłuższy grzbiet górski w Słowenii, w Alpach Julijskich, na terenie Triglavskiego Parku Narodowego.
Znajduje się tam 30 szczytów górskich:
- Bogatin (1977 m n.p.m.)
- Mahavšček (2008 m n.p.m.)
- Vrh Škrli (1924 m n.p.m.)
- Kser (1900 m n.p.m.)
- Vrh Planje (1971 m n.p.m.)
- Tolminski Kuk (2085 m n.p.m.)
- Szczyt górski Črna prstSzczyt górski Novi vrhZeleni vrh (2051 m n.p.m.)
- Mali vrh (2015 m n.p.m.)
- Podrta gora (2061 m n.p.m.)
- Vrh Konte (2014 m n.p.m.)
- Vrh nad Škrbnino (2054  m n.p.m.)
- Meja (1996 m n.p.m.)

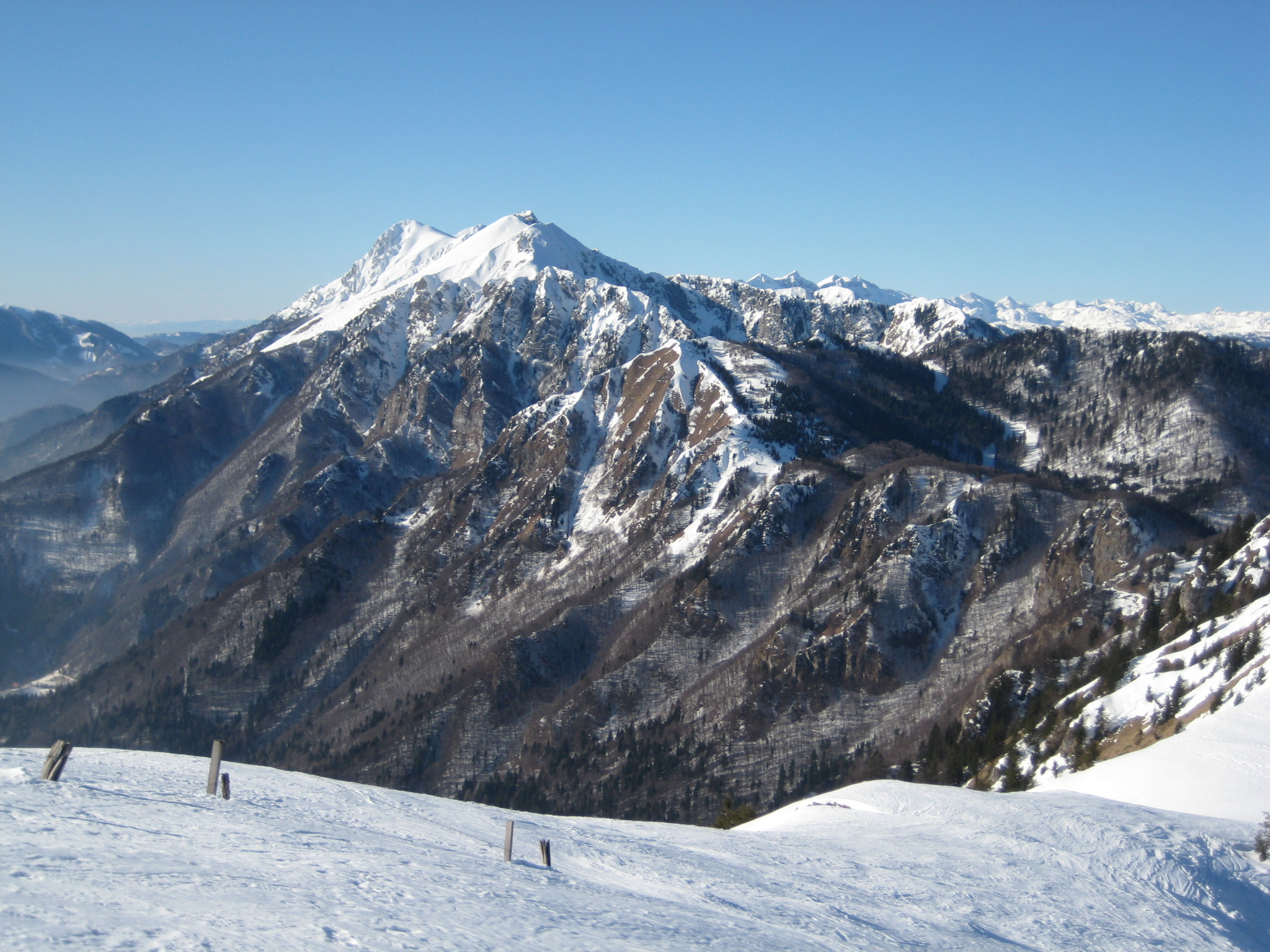
Szczyt górski Črna prst

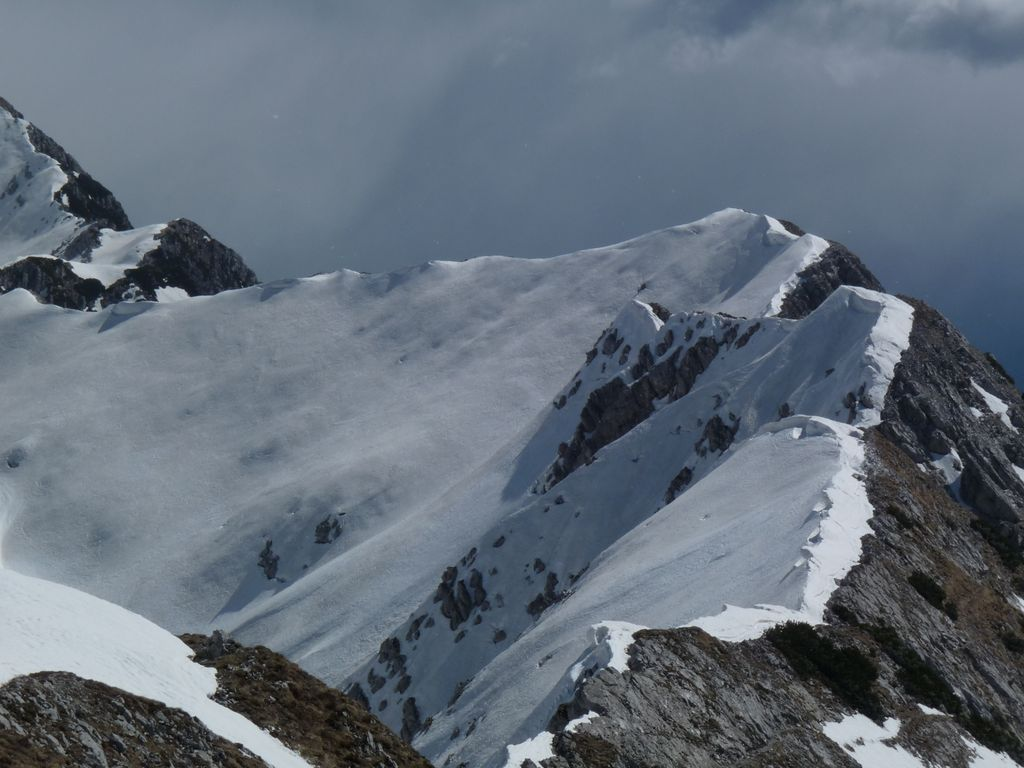
Szczyt górski Novi vrh

- Zahodni Rušnati vrh (1923 m n.p.m.)
- Vzhodni Rušnati vrh (191 m n.p.m.)

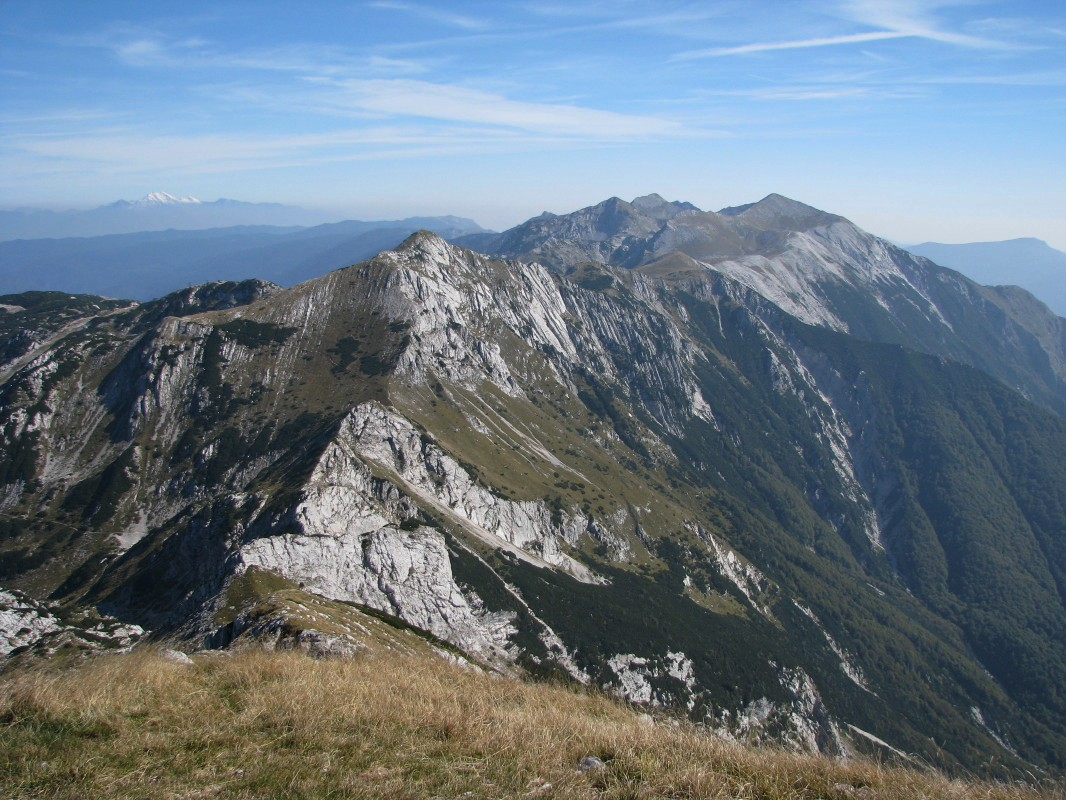
Szczyt górski Rodica

- Snežni vrh (1863 m n.p.m.)
- Vrh Krnic (1896 m n.p.m.)
- Vogel (1922 m n.p.m.)
- Vrh Dlani (1862 m n.p.m.)
- Šija (1880 m n.p.m.)
- Zadnja Suha (1796 m n.p.m.)
- Lepa Suha (1776 m n.p.m.)
- Mala Rodica (1901 m n.p.m.)
- Rodica (1966 m n.p.m.)
- Novi vrh (1944 m n.p.m.)
- Raskovec (1967 m n.p.m.)
- Szczyt górski RodicaMatajurski vrh (1936 m n.p.m.)
- Poljanski vrh (1897 m n.p.m.)
- Konjski vrh (1877 m n.p.m.)
- Četrt (1832 m n.p.m.)
- Črna prst (1844 m n.p.m.)

## Fauna i flora
Występują tam gatunki rzadkie oraz endemiczne m.in. obuwik pospolity, Bohinjska perunika, czy goryczka krótkołodygowa. Na szczytach powyżej 2000 m n.p.m. występuje pięciornik lśniący, Eritrichum nanum, Gentiana terglouensis, czy Crepis terglouensis.